# Bracon subsinuatus
Bracon subsinuatus är en stekelart som beskrevs av Szepligeti 1901. Bracon subsinuatus ingår i släktet Bracon och familjen bracksteklar. Inga underarter finns listade.